# Simfonia núm. 2 (Milhaud)
La Simfonia núm. 2, op. 247, és una obra per a orquestra del compositor francès Darius Milhaud. Va ser escrita als Estats Units el 1944 per encàrrec de la Koussevitzky Music Foundations en memòria de la segona esposa de Serge Koussevitzky, Natalie, que havia mort el 1942. L'estrena de l'obra va ser interpretada per l'⁣Orquestra Simfònica de Boston el 1946, sota la direcció del mateix compositor.
La Segona Simfonia de Milhaud consta de cinc moviments, amb una durada total d'uns 27 minuts. Els títols dels moviments, que són més descripcions de caràcters que marques de tempo, són els següents:
1. Paisible (aprox. 5'40")
2. Mystérieux (aprox. 5'25")
3. Douloureux (aprox. 8'25")
4. Avec Sérénité (aprox. 3'15")
5. Alleluia (aprox. 4'10")

Aquesta simfonia (que no s'ha de confondre amb la Simfonia de cambra núm. 2 de Milhaud de 1918 "Pastorale", op. 49) va ser publicada per Heugel &amp; Cie.

## Enregistraments
- Orchestre de la Société des Concerts du Conservatoire, Director: Georges Tzipine (Columbia) - 1953
- Toulouse Capitole Orchestra, Director: Michel Plasson (Deutsche Grammophon) - 1991
- Radio-Sinfonieorchester Basel, Director: Alun Francis (CPO) - 1997